# Piemonte Centrale di Elettricità
La società Piemonte Centrale di Elettricità (P.C.E.) fu creata nel 1918 da Gian Giacomo Ponti tramite la fusione della Società Chierese di Elettricità e la Società Astese di Elettricità con un capitale sociale di 5 milioni di lire italiane.
Successivamente nel 1926 maggioranza delle azioni della PCE fu acquistata dalla SIP - Società idroelettrica piemontese che comportò l'allacciamento degli impianti delle due società.
Tre anni dopo fu acquistata la Società Forze Idrauliche dell'Alto Po e l'anno successivo la Società Cuneo - Fossanese e, dalle Imprese Elettriche Industriali, la centrale di Venasca.
Dal 1950 la sede della PCE fu Palazzo Vallesa a Torino che poi diventerà, dal 1964, sede della SIP - Società Italiana per l'Esercizio Telefonico e dal 1994 di Telecom Italia fino al suo trasferimento a Milano avvenuto nel 2001.
Nel 1958 fu assorbita la Società Pinerolese di Elettricità (S.P.E.) di Pinerolo.
Nel 1961 la PCE aveva un capitale sociale di 10 miliardi di Lire italiane ed era suddivisa in otto direzioni di esercizio: Acqui Terme, Alba, Asti, Chieri, Cuneo, Mondovì, Pinerolo, Savigliano.
La maggioranza dell'energia prodotta era idroelettrica con centrali ubicate sui fiumi dell'area in cui operava la Società (Piemonte sud - occidentale).
Nel 1963 la PCE fu acquista dall'Enel in seguito al decreto di nazionalizzazione del governo Fanfani IV.